# Línea 828A (Interurbanos Madrid)
La línea 828A (SE) de la red de autobuses interurbanos de Madrid unía, hasta el 13 de septiembre de 2010 el área intermodal de Canillejas con los recintos feriales del Campo de las Naciones.

## Características
Creada durante el verano de 2007, esta corta línea, a pesar de que se contaba entre las interurbanas, tenía un recorrido completamente urbano, no saliendo de Madrid en ningún momento. El 13 de septiembre de 2010, coincidiendo con la apertura de las dársenas del área intermodal de Canillejas, la línea se suprimió.
Esta línea, pese a pertenecer a la zona tarifaria A, no aceptaba el título Metrobús.
Siguiendo la numeración de líneas del CRTM, las líneas transversales son aquellas que enlazan dos corredores distintos y comienzan con un 8. El segundo dígito indica el corredor de comienzo de la línea y el tercer dígito indica el corredor de final de la línea. En este caso, al tratarse de una línea complementaria a la 828 (que a su vez es complementaria a la línea 827) esta nomenclatura no se cumple, de la misma manera ocurre con la línea 827A.
La línea mantenía los mismos horarios todo el año (exceptuando las vísperas de festivo y festivos de Navidad), tan sólo operando de lunes a viernes laborables.
Estaba operada por la Empresa Montes mediante la concesión administrativa VCM-200 - Barajas - Tres Cantos (Viajeros Comunidad de Madrid) del Consorcio Regional de Transportes de Madrid.
| Lunes a viernes laborables     |                                |
| Canillejas > Recintos Feriales | Recintos Feriales > Canillejas |
| 07:30                          | 07:40                          |
| 08:00                          | 08:07                          |
| 08:20                          | 08:27                          |
| 08:40                          | 08:47                          |
| 09:00                          | 09:07                          |
| 09:20                          | 09:27                          |
| 09:45                          | 10:05                          |
| 10:15                          | 10:35                          |
| 10:45                          | 11:05                          |
| 11:15                          | 11:35                          |
| 11:45                          | 12:05                          |
| 12:15                          | 12:35                          |
| 12:45                          | 13:05                          |
| 13:15                          | 13:35                          |
| 13:45                          | 14:05                          |
| 14:15                          | 14:35                          |
| 14:45                          | 15:05                          |
| 15:15                          | 15:35                          |
| 15:45                          | 16:05                          |
| 16:15                          | 16:35                          |
| 16:45                          | 17:05                          |
| 17:15                          | 17:35                          |
| 17:45                          | 18:05                          |
| 18:15                          | 18:35                          |
| 18:45                          | 19:05                          |

## Recorrido y paradas

### Nota importante
Las paradas que se describen a continuación (tanto de ida como de vuelta) fueron aquellas que realizaba la línea antes de ser suprimida. En la actualidad, algunas paradas aquí mostradas pueden haber sido suprimidas, cambiadas de nombre o realizadas por líneas distintas (que han modificado su recorrido o se han creado tras la supresión de la línea 828A). Para una información actualizada de las paradas actuales que realizan otras líneas, consultar sus páginas correspondientes.

### Sentido Recintos Feriales
La línea partía del área intermodal de Canillejas, al principio del Paseo de la Alameda de Osuna, junto con las líneas 827 y 828. Desde aquí salía al nudo viario de Canillejas y se dirigía hacia la Avenida de Logroño, girando en la siguiente intersección a la izquierda para incorporarse a la M-40 en dirección norte.
Circulaba por la Autopista M-40 hasta la siguiente salida, donde se desviaba hacia el Campo de las Naciones (1 parada en el nudo viario) entrando por la Avenida del Consejo de Europa (sin parada) hasta llegar a la Glorieta de Juan de Borbón y Battemberg (1 parada). En esta glorieta salía por la Avenida de la Capital de España Madrid (sin paradas) hasta la siguiente glorieta, donde tenía su cabecera junto a la entrada de los recintos feriales.
| Código | Zona | Localidad | Denominación                                          | Ubicación                                  | Líneas de la parada  | Metro                 |
| ------ | ---- | --------- | ----------------------------------------------------- | ------------------------------------------ | -------------------- | --------------------- |
| 07324  |      | Madrid    | Avenida de Logroño - Paseo de la Alameda de Osuna     | Avenida de Logroño Nº6A                    | 211 212 827 828 828A | Canillejas            |
| 11843  |      | Madrid    | Avenida del Consejo de Europa - Campo de las Naciones | Avenida del Consejo de Europa Nº2          | 828 828A             |                       |
| 405    |      | Madrid    | Campo de las Naciones - Glorieta de Juan de Borbón    | Avenida de la Capital de España Madrid Nº2 | 112 122 828 828A     |                       |
| 5827   |      | Madrid    | Avenida del Partenón - Campo de las Naciones          | Avenida del Partenón Nº11                  | 122 828 828A         | Campo de las Naciones |

### Sentido Canillejas
El recorrido de vuelta era igual al de la ida en sentido contrario.
| Código | Zona | Localidad | Denominación                                                 | Ubicación                                  | Líneas de la parada      | Metro                 |
| ------ | ---- | --------- | ------------------------------------------------------------ | ------------------------------------------ | ------------------------ | --------------------- |
| 5827   |      | Madrid    | Avenida del Partenón - Campo de las Naciones                 | Avenida del Partenón Nº11                  | 122 828 828A             | Campo de las Naciones |
| 406    |      | Madrid    | Campo de las Naciones - Glorieta de Juan de Borbón           | Avenida de la Capital de España Madrid Nº3 | 112 122 828 828A         |                       |
| 5023   |      | Madrid    | Avenida del Consejo de Europa - Calle de la Ribera del Loira | Avenida del Consejo de Europa Nº3          | 104 112 122 828 828A     |                       |
| 07396  |      | Madrid    | Avenida de Logroño - Paseo de la Alameda de Osuna            | Avenida de Logroño Nº29                    | 165 211 212 827 828 828A | Canillejas            |